# 奈良俊哉
奈良 俊哉（なら としや、1962年11月6日 - ）は、日本の総務官僚。総務省大臣官房総括審議官や、内閣官房内閣審議官兼郵政民営化推進室長兼郵政民営化委員会事務局長などを歴任した。

## 人物・経歴
埼玉県新座市出身。1986年東京大学法学部卒業、郵政省入省。2001年郵政事業庁九州郵政局人事部長。2002年総務省情報通信政策局地域放送課技術企画官。2003年総務省情報通信政策局コンテンツ流通促進室長。2005年内閣官房内閣参事官（内閣広報室）。2008年総務省情報流通行政局地域通信振興課長。2010年総務省情報流通行政局放送政策課長。
2011年内閣官房内閣参事官（内閣官房副長官補付）。2013年総務省情報流通行政局総務課長。2014年総務省大臣官房会計課長。2015年総務省大臣官房企画課長。2016年内閣官房まち・ひと・しごと創生本部事務局次長、内閣官房内閣審議官（内閣官房副長官補付）。2017年総務省大臣官房審議官（情報流通行政局担当）。
2019年総務省大臣官房総括審議官（広報、政策企画（主）担当）。2020年内閣官房内閣審議官（内閣官房副長官補付）、内閣官房郵政民営化推進室長、郵政民営化委員会事務局長。2021年、東北新社役職員による総務省幹部接待問題で減給1月10分の1の懲戒処分を受け辞職。2022年サンケイビル顧問。